# Sumida AG
Die SUMIDA AG, ehemals  VOGT electronic AG, produziert elektronische Bauelemente und Baugruppen (Electronic Manufacturing Services, EMS). Die Produkte finden in der Automobil- und Industrieelektronik sowie der Telekommunikation Verwendung.
Das Unternehmen hat über 3.600 Produkte sowie Dienstleistungen im Angebot. Hauptaktionär ist die japanische SUMIDA Corporation, Tokio mit über 95 % Anteilsbesitz. Das Unternehmen beschäftigt weltweit ca. 2.800 Mitarbeiter und verfügt über Entwicklungs-, Produktions- und Vertriebsstätten in Europa, Nord- und Mittelamerika sowie in Asien.

## Geschichte

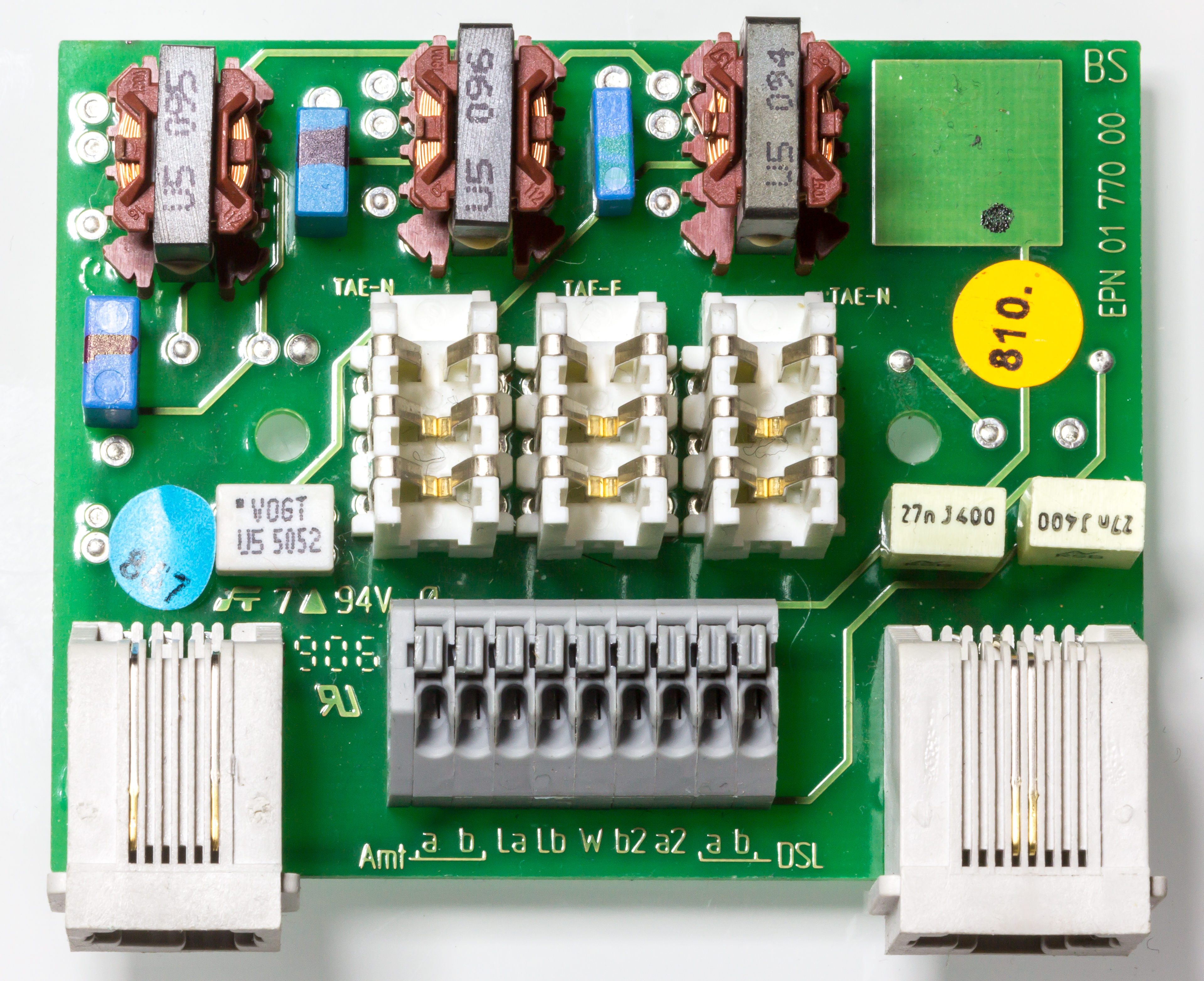
Von Vogt Electronic hergestellter DSL-Splitter

1934 gründete Hans Vogt, Erfinder der Hochfrequenzspule mit Magnetkern, in Berlin das Unternehmen Vogt & Co. Es produzierte Spulenbauteile für Funkgeräte und Radios. Während des Zweiten Weltkriegs wurde der Firmensitz nach Obernzell verlagert. 1950 begann das Unternehmen mit der Herstellung von weichmagnetischen Spulenkernen aus Ferrit.
1980 erwirtschaftete Vogt & Co. mit Bauteilen für die Stromversorgung von Farbfernsehgeräten die höchsten Umsätze. 1984 firmierte es um in die VOGT electronic AG, zwei Jahre später folgte die erste Emission der Aktien. Das Unternehmen entwickelte nun Bauelemente für elektronische Vorschaltgeräte für die Lichttechnik. 1991 übernahm es das EMS-Werk in Lehesten. Die Produktion von Sensorspulen und Wegfahrsperren als Teil der Automobilelektronik wurde erhöht. 1997 expandierte die VOGT electronic AG nach Slowenien, Rumänien, Mexiko, USA und China.
2006 wurde die japanische SUMIDA Corporation zum Hauptaktionär der VOGT electronic. Drei Jahre später wurde ein Beherrschungsvertrag abgeschlossen, die Börsennotiz der VOGT electronic AG eingestellt (Delisting) und das Unternehmen in SUMIDA AG umfirmiert.